# Jörgen Schaumann

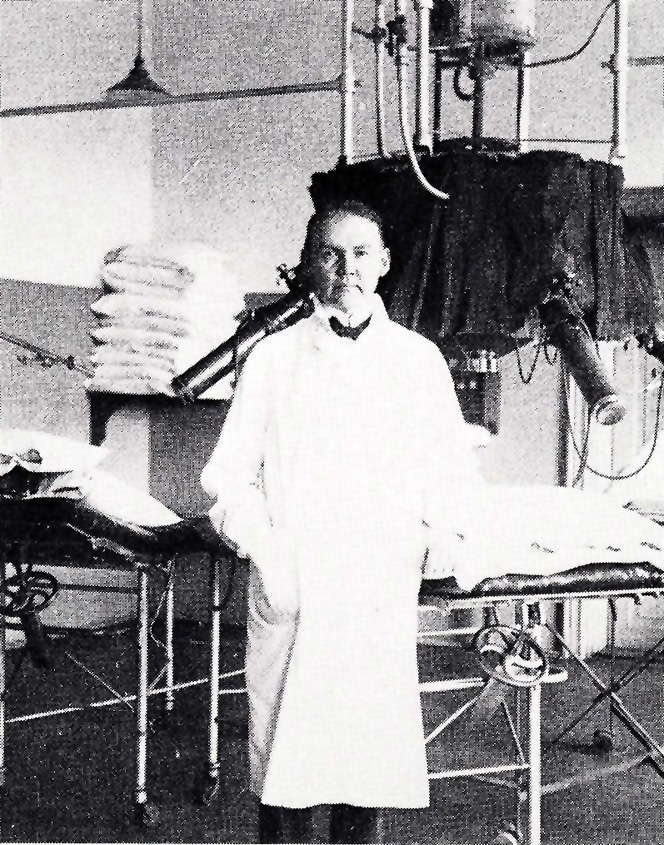
Jörgen Schaumann på Sankt Görans sjukhus i Stockholm i början av 1900-talet.

Jörgen Nielsen Schaumann, född 3 juni 1879 i Sövestads socken, Ystad, Malmöhus län, död 1953, var en svensk läkare och professor i dermatologi.
Schaumann började studera i Lund 1898, och blev medicine kandidat 1902 samt medicine licentiat 1907 vid Karolinska institutet i Stockholm. Schaumann arbetade vid Sankt Görans sjukhus i Stockholm som amanuens 1908–1909 och därefter som underläkare 1909–1921, först vid hud- och venerologiavdelningen och från 1912 vid Finsenavdelningen. Han avlade doktorsexamen 1917, och blev docent i dermatologi och syfilidologi vid Karolinska institutet 1917. Schaumann tillträdde som överläkare på Finsenhemmet vid Sankt Görans sjukhus 1922. Schaumann tillades professors namn år 1939.
Sjukdomen sarkoidos kallades länge Schaumanns sjukdom, eller Boeck-Schaumanns syndrom, fram till 1960 då man enades om att kalla sjukdomen sarkoidos. Dessutom har särskilda kalkinlagringar som kan ses i mikroskop inuti specifika celler i bland annat vävnad med sjukdomen sarkoidos uppkallats efter Schaumann, så kallade Schaumannkroppar(en).
Schaumann var också målare och skulptör. Han blev hedersdoktor vid Paris universitet 1946.